# Barbara Steele
Barbara Steele, född 29 december 1937 i Birkenhead i Cheshire, är en brittisk skådespelerska, mest känd för sina roller i italienska skräckfilmer under 1960-talet.
Steele slog igenom som prinsessan Asa Vajda i Mario Bavas Djävulsmasken (La maschera del demonio, 1960), en film som numera räknas som en klassiker inom skräckgenren. Bland hennes många andra roller kan också nämnas Elizabeth i Roger Cormans Edgar Allan Poe-filmatisering Dödspendeln (1961) och Gloria Morin i Federico Fellinis 8 ½ (1963). Sedan 1970-talets slut har hennes insatser inom filmen kommit alltmer sällan.